# Carl Cort
Carl Cort (*Southwark, Inglaterra, 1 de noviembre de 1977), futbolista inglés, de origen guyanés. Juega de delantero y actualmente juega para el Tampa Bay Rowdies de la North American Soccer League de los Estados Unidos. Es hermano del también futbolista de Guyana, Leon Cort.

## Selección nacional
Ha sido internacional con la Selección nacional de fútbol de Inglaterra Sub-21. En el 2011, se le otorgó la licencia para jugar por la selección mayor de Guyana, junto con su hermano Leon Cort. Jugó su primer partido con la selección guyanesa el 11 de noviembre de 2011 en un partido de las Eliminatorias al Mundial Brasil 2014 contra Trinidad y Tobago, que terminó con memorable victoria de su equipo por 2-1.
Falló un penal en el último minuto contra El Salvador en Georgetown, en un partido válido de las Eliminatorias al Mundial Brasil 2014. El partido terminó 2-3 a favor de los salvadoreños y si anotaba, pudo decretar el empate a 3 goles.

## Clubes
| Club                    | País           | Año         |
| ----------------------- | -------------- | ----------- |
| Wimbledon FC            | Inglaterra     | 1996 - 1997 |
| Lincoln City            | Inglaterra     | 1997        |
| Wimbledon FC            | Inglaterra     | 1997 - 2000 |
| Newcastle United        | Inglaterra     | 2000 - 2004 |
| Wolverhampton Wanderers | Inglaterra     | 2004 - 2007 |
| Leicester City          | Inglaterra     | 2007 - 2008 |
| UD Marbella             | España         | 2008        |
| Norwich City            | Inglaterra     | 2008 - 2009 |
| Brentford FC            | Inglaterra     | 2009 - 2011 |
| Tampa Bay Rowdies       | Estados Unidos | 2012 -      |